# پرگار (برنامه تلویزیونی)

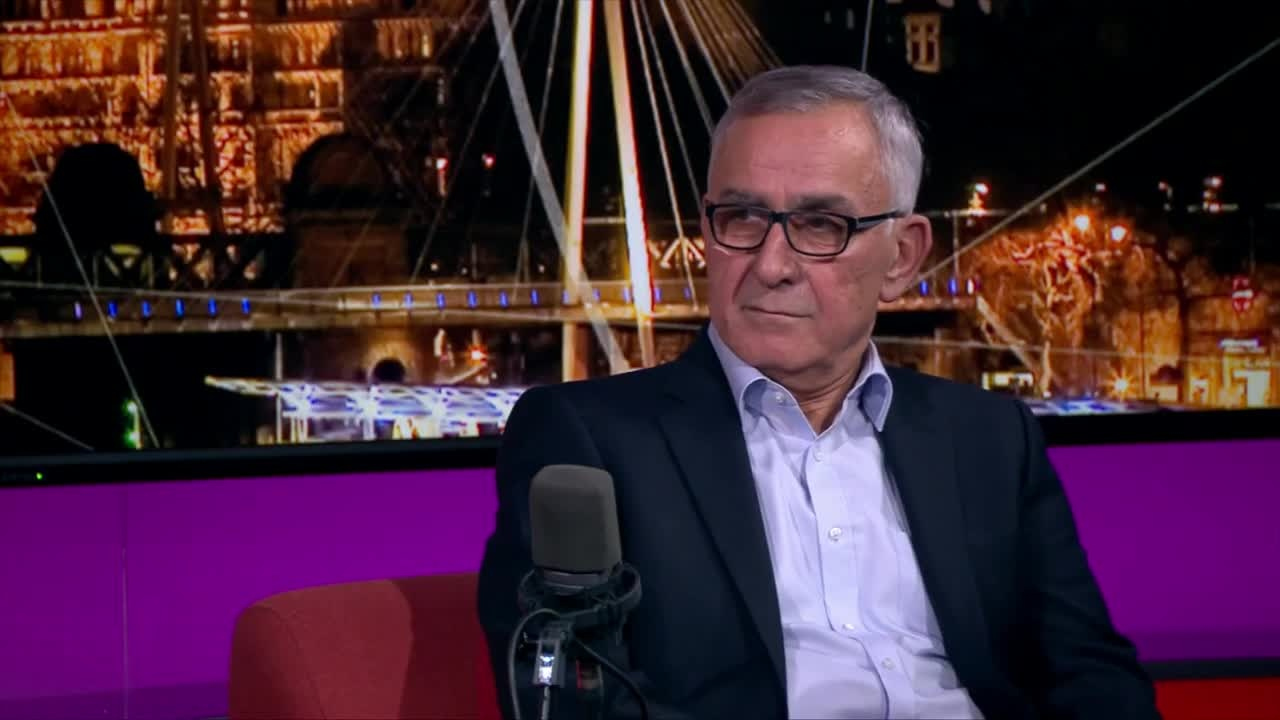
سعید شمس، استاد جامعه‌شناسی سیاسی، مهمان برنامه تلویزیونی پرگار

پرگار یکی از برنامه‌های تلویزیون فارسی بی‌بی‌سی است که به شکل میزگرد تهیه می‌شود و از اردیبهشت ۱۳۸۹ در حال پخش است. سردبیری و اجرای این برنامه را داریوش کریمی بر عهده دارد. این برنامه شنبه‌ها ساعت ۲۱ به وقت تهران پخش و چندین بار در طول هفته بازپخش می‌شود.

## محتوای برنامه
این برنامه پیش از این معمولاً چهار مهمان داشت که در دو بخش کارشناس و پرسشگر با هم بحث می‌کردند؛ بدین صورت که در پنل اول، دو صاحب‌نظر دربارهٔ موضوع برنامه صحبت می‌کنند و اغلب با هم اختلاف‌نظرهایی دارند. در پنل دوم، دو مخاطب پرسش‌هایی از این دو صاحب‌نظر می‌پرسند؛ اما اندک‌اندک بخش پنل دوم حذف شده و تمام اشخاص مدعی صاحب‌نظر آن بحث هستند. طبق گفتهٔ کریمی تنها شروط انتخاب مهمان‌ها، سخنوری، تخصص و اختلاف نظر با دیگر مهمان برنامه است.

## نقد
برنامهٔ پرگار و داریوش کریمی مورد نقد قرار گرفته‌اند. نقدها عموماً مشخصاً دربارهٔ برخی قسمت‌های پرگار بوده است. عباس میلانی پرگار را از یکی از موفق‌ترین تجربیات رسانه‌ای سال‌های بعد از انقلاب ۱۳۵۷ می‌داند ولی برنامه‌ای که مصاحبه فرد به فرد با ابراهیم گلستان است را نقد می‌کند و قطع کردن مداوم حرف‌های گلستان و سوالات «عجیب» مجری را نامتداول می‌داند. فرج سرکوهی پرگار را در سنجش با دیگر برنامه‌های بی‌بی‌سی فارسی از برنامه‌های خوب می‌داند ولی آن را خالی از «پایمال کردن معیارهای ژورنالیزم حرفه ای، بی سوادی، باندبازی، جانبداری آشکارِ غیرحرفه‌ای، نبود نظارت جدی حرفه‌ای در بی‌بی‌سی فارسی، حمایت از جناح‌های حکومت اسلامی و …» نمی‌داند. سرکوهی به عنوان مثال برنامه‌ای با حضور عبدالکریم سروش و فرخ نگهدار را سکویی می‌داند که آن دو «با دروغ و توجیه، چهره خود را به شیوه جراحی‌های زیبائی ترمیم کنند.»

## برنامه‌ها
آرشیو پرگار برنامه‌ها را بر اساس موضوعات در حوزه‌های فکری مختلفی دسته‌بندی کرده است. گاهی برنامه‌ها ممکن است در دو دسته قرار بگیرند. قسمت‌های این برنامه در یوتیوب قرار داده می‌شوند. نسخهٔ صوتی این برنامه تحت عنوان پادکست نیز روی تارنمای بی‌بی‌سی فارسی قرار دارد.
راهنما:

  فلسفه
  فلسفه و دین
  دین
  تاریخ
  اجتماع
  اجتماع و سیاست
  سیاست
  فرهنگ و هنر
  اقتصاد
  علم
  روان‌شناسی
| موضوع                                                                   | تاریخ          | کارشناس و مهمان‌ها | چکیده |
| ----------------------------------------------------------------------- | -------------- | --- | --- |
| اخلاق و مذهب                                                            |                | ابوالقاسم فنائی و محمدرضا نیکفر | هر دو اندیشمند فارغ از تمامی اختلاف دیدگاهی که دارند در این مسئله که دین منبع و مأخذی برای استخراج قواعد و مبانی اخلاقی نیست هم نظرند، این دو اندیشمند عقل و وجدان اخلاقی را منبع استخراج قواعد اخلاقی می‌دانند. |
| ایرانیان و ملت‌های همسایه                                                |                | | |
| اعدام در ملاء عام                                                       |                | | |
| وجدان چیست؟                                                             | ۲۴تیر۹۶        | حسین دباغ رضا علیجانی رضا مصیبی | |
| سکولاریسم چیست؟                                                         | ۲۵شهریور۹۶     | محمدرضا نیکفر، داریوش محمدپور، داریوش رجبیان | |
| طبقه متوسط شهری در ایران و جنبش سبز                                     |                | | |
| جنبش سبز و جنبش زنان                                                    |                | | |
| تصوف در ایران                                                           |                | | |
| فمینیسم اسلامی                                                          | ۱مهر۹۶         | شادی صدر، مسیح علینژاد، زیبا میرحسینی | |
| مدرنیته                                                                 |                | داریوش آشوری و احمد صدری | |
| پرهیز از خشونت                                                          |                | | |
| موانع دمکراسی                                                           |                | | |
| اسلام و سیاست.                                                          |                | | |
| ازدواج موقت                                                             |                | شهرنوش پارسی‌پور و فریبا داوودی مهاجر | |
| اروتیسم در فرهنگ ایرانی                                                 |                | | |
| لباس شخصی‌ها                                                             |                | | |
| افغانستان و پروژه دولت ملی                                              |                | | |
| رابطه روشنفکران ایرانی با روحانیت                                       |                | | |
| هولوکاست و اروپا                                                        |                | | |
| اروپا و اسلام‌هراسی                                                      |                | | |
| دخالت بشردوستانه                                                        |                | | |
| چپ مارکسیستی ایران                                                      |                | | |
| آیا متلک‌گویی یک اتفاق ساده است؟                                         |                | | |
| آیا تاریخ ایران تاریخ استبدادزدگی ست؟                                   |                | | |
| تاریخ ایران و استبدادزدگی—بخش دوم                                       |                | | |
| خروج فعالان سیاسی از کشور                                               |                | | |
| خبرنگار و سیاست.                                                        |                | | |
| اعتصاب غذا                                                              |                | | |
| مهاجرت                                                                  |                | | |
| حساسیت به نام خلیج فارس ناشی از چیست؟                                   |                | | |
| طالبان کیستند؟                                                          |                | | |
| کارگران تا چه حد جذب جنبش سبز شدند؟                                     |                | | |
| جشنواره‌های جهانی و سینمای فرهنگی ایران                                  |                | | |
| فلسفه اسلامی                                                            |                | | |
| میراث آیت‌الله خمینی                                                     |                | | |
| انرژی هسته‌ای و غرور ملی                                                 |                | | |
| چه چیز باعث سقوط یک نظام سیاسی می‌شود؟                                   |                | | |
| جنبش زنان و مناسبات قدرت                                                |                | | |
| روشنفکر ایرانی کیست؟                                                    |                | | |
| حافظ کیست؟                                                              |                | | |
| آزادی بیان و مقدسات دینی                                                |                | | |
| کارنامه فداییان خلق اکثریت                                              |                | | |
| استقلال یعنی چه؟                                                        |                | | |
| طنز ایرانی                                                              |                | | |
| اینترنت و جنبش‌های اجتماعی                                               |                | | |
| آیا اقتصاد آزاد و رقابتی شرط لازم دمکراسی است؟                          |                | | |
| نظام‌های مختلف قضایی                                                     |                | | |
| فدرالیسم                                                                |                | | |
| شکنجه‌گر کیست؟                                                           |                | | |
| نفت و دموکراسی                                                          |                | | |
| سازش در فرهنگ سیاسی                                                     |                | | |
| ایران در آستانه هجوم اعراب مسلمان                                       |                | | |
| آینده جنبش سبز                                                          |                | | |
| رمان ایرانی                                                             |                | | |
| روشنفکران غیردینی و دینی، چه تعاملی؟                                    | ۲بهمن۹۵        | داریوش آشوری محمدرضا نیکفر ماشاالله آجودانی | |
| اسراییل، دموکراتیک یا نه                                                |                | | |
| خاطرات سیاسی                                                            |                | | |
| فدرالیسم در افغانستان                                                   |                | | |
| محمد مصدق                                                               |                | | |
| بنیادگرایی اسلامی و دموکراسی‌خواهی                                       |                | | |
| شاهنامه فردوسی                                                          |                | | |
| لیبرالیسم                                                               |                | | |
| موسیقی سنتی ایران                                                       |                | | |
| همجنسگرایی، ژنتیک یا اکتسابی؟                                           |                | | |
| نهاد خانواده در ایران                                                   |                | | |
| زنان در افغانستان                                                       |                | | |
| مولانا                                                                  |                | | |
| رضاشاه پهلوی                                                            |                | | |
| نواندیشی دینی                                                           |                | سروش دباغ و عطا هودشتیان | |
| نسل جوان افغانستان                                                      |                | | |
| شادی چیست؟                                                              |                | | |
| شادی (بخش دوم)                                                          |                | | |
| فردریش نیچه                                                             |                | | |
| کارل مارکس                                                              |                | | |
| زیگموند فروید                                                           |                | | |
| پروژه اروپای واحد                                                       |                | | |
| اندیشه دینی در افغانستان                                                |                | | |
| مهدویت                                                                  |                | | |
| شعر فارسی                                                               |                | | |
| هویت ایرانی                                                             |                | | |
| هویت ایرانی (بخش دوم)                                                   |                | | |
| حافظه تاریخی چیست؟                                                      | ۲دی۹۶          | تورج اتابکی استاد تاریخ و عضو پژوهشکده بین‌المللی تاریخ اجتماعی در آمستردام فرزین وحد استاد جامعه‌شناسی در کالج وسار در نیویورک                                                           | |
| جوانان متخصص خارج از ایران                                              |                | | |
| عالیا ماجده المهدی                                                      |                | | |
| سکولاریسم ستیزه‌جو چیست؟                                                 |                | | |
| اپوزیسیون ایرانی و غرب                                                  |                | | |
| دههٔ شصت در ایران                                                        |                | | |
| آیا می‌توان آینده‌ای دمکرات ولی پادشاهی برای ایران تصور کرد؟              |                | | |
| علم ژنتیک                                                               |                | | |
| حزب توده ایران                                                          |                | | |
| احزاب ایرانی                                                            |                | | |
| صادق هدایت                                                              |                | | |
| زبان فارسی                                                              |                | | |
| انجمن حجتیه                                                             |                | | |
| انتخابات                                                                |                | | |
| خداپرستان سوسیالیست                                                     |                | مرتضی کاظمیان، علم صالح، پرویز دستمالچی | |
| طب سنتی                                                                 |                | عرفان کسرایی، سیروس عباسیان، پریس رز | |
| آیا ناسیونالیسم در حال اوج‌گیری ست؟                                      |                | | |
| می‌توان به علم و تکنولوژی امیدوار بود؟                                   | ۱۸شهریور۹۶     | سعید پیوندی، حسین دباغ، عرفان کسرایی | |
| بابک خرمدین                                                             |                | | |
| آیا قرآن حاصل رویاهای پیامبر اسلام است؟                                 |                | عبدالکریم سروش و عبدالعلی بازرگان | می‌توان گفت پیامبر نه مخاطب بلکه ناظر و راوی آن چیزی است که پیروانش وحی می‌خوانند؟ |
| آیا قرآن حاصل رویاهای پیامبر اسلام است؟                                 |                | عبدالکریم سروش و عبدالعلی بازرگان | قسمت دوم بحث با موضوع "قرآن، رویاهای پیامبر؟ |
| نظامیان و دمکراسی                                                       |                | علی حاجی قاسمی جامعه‌شناس، یاسمین میظر تحلیل‌گر سیاسی و امیر طاهری روزنامه‌نگار | |
| دارایی ایران و قوه قضائیه آمریکا                                        |                | | سازوکار حکومت در آمریکا تا چه حد استقلال قوای سه‌گانه را تضمین کرده است؟ در رأی دیوان عالی آمریکا برای برداشت از پول‌های مصادره شدهٔ ایران استقلال قضایی می‌بینیم یا سیاسی کاری در امر قضایی؟ |
| دو نوع مدیریت سیاسی، غنی و کرزی                                         |                | | افغانستان به چه نوع مدیریت سیاسی نیاز دارد؟ مقایسهٔ حکمرانی حامد کرزی و اشرف غنی که به نظر می‌رسد نمونهٔ دو شیوهٔ متفاوت از مدیریت سیاسی باشند در این مورد به ما چه می‌گوید؟ |
| وقتی از ایرانجلس حرف می‌زنیم از چه حرف می‌زنیم؟                           |                | | وقتی از ایرانجلس، یعنی جامعه‌ای ایرانی لس آنجلس، حرف می‌زنیم از چه هویت و فرهنگی حرف می‌زنیم؟ نگاه جامعه ایرانی لس آنجلس به خود به عنوان یک گروه اجتماعی و به ایران به عنوان کشور مبدأ چگونه است؟ |
| زنان در ایران باستان                                                    |                | | در دو سلسلهٔ اصلی ایران باستان، یعنی هخامنشی و ساسانی، چه تصویری از زن ایرانی می‌توان دید؟ زن در ایران پیش از اسلام چه جایگاهی داشته است؟ |
| چرا سریال شهرزاد در ایران محبوب شد؟                                     |                | | بجز ملودرام ایرانی در حال و هوای سیاسی با چاشنی گانگستری، چه چیزهای دیگری در این سریال می‌توان دید؟ |
| آینده اصول پگرایان در ایران                                             |                | | |
| کمپین تحریم اسرائیل                                                     |                | | آیا کمپین تحریم اسرائیل که توسط مدافعان حقوق فلسطینی‌ها در اروپا در سال‌های اخیر رشد کرده، از نظر سیاسی و اخلاقی قابل دفاع است؟ چنین تحریمی چقدر می‌تواند مؤثر باشد و به چه کسانی ممکن است آسیب برساند؟ |
| مشروعیت سیاسی چیست؟                                                     |                | | |
| اسلامگرایی                                                              |                | | |
| آیا خشونت در ذات انسان است؟                                             |                | | |
| شاعرانگی ایرانیان، مانع تفکر یا انگیزهٔ تفکر                             |                | | آیا شعر در میان ایرانی‌ها مانع از تفکر، مانع از کلنجار اندیشگی و مفهومی نشده است؟ شاعرانگی ما ایرانیان تفکر ما را غنی تر کرده یا فقیرتر؟ |
| آیا شرم بازدارنده است؟                                                  |                | فریدون وهمن استاد دانشگاه، فریبا ناطق روان‌شناس و ساغر غیاثی پژوهشگر مطالعات جنسیت | شرم یک مفهوم اخلاقی کارآمد است. اما کارآمد برای چه؟ آیا در جوامعی چون ایران و افغانستان شرم مانع خطاکاری می‌شود یا مانع آشکار شدن جرم و خطا؟ |
| کارنامه سیاسی شاپور بختیار                                              |                | | |
| اقتصاد و سیاست کلانشهر                                                  |                | | |
| المپیک و ملی‌گرایی                                                       |                | | |
| فرزند خواندگی                                                           |                | | |
| صنف وکالت در ایران                                                      |                | لیلا علی کرمی حقوقدان، کاوه بهشتی وکیل، صالح کامرانی حقوقدان | وکالت صنفی حیاتی است، صنفی که گاه جان و نان مردم در گرو آن است. اما چگونه است که در ایران درصد اندکی از کسانی که سر و کارشان به دستگاه قضایی می‌افتد برای دفاع از خود به وکیل متوسل می‌شوند؟ |
| معنویت چیست؟                                                            |                | ابوالقاسم فنائی، مهدی خلجی، رضا کاظم‌زاده | |
| سفر به ایران و خود سانسوری                                              |                | | |
| جهانشمولی حقوق بشر                                                      |                | علم صالح، استاد مطالعات خاورمیانه رها بحرینی، حقوقدان روزبه بوالهری، خبرنگار مسائل کارگری                                                                                               | آیا حقوق بشر همگانی و جهانشمول است؟ می‌توان حقوق بشر نشأت گرفته از یک بافت مشخص تاریخی را به جوامعی با پیشینهٔ متفاوت تسری داد؟ |
| آیا جهانی شدن ناگزیر است؟                                               |                | | |
|                                                                         |                | | انتخاب ترامپ در مورد آمریکا به ما چه می‌گوید؟ برای جوانان بااستعداد از سراسر دنیا آمریکا به این دلیل که ارزش‌های نو بشری را به نمایش می‌گذارد، الهام بخش است. ولی آیا چنین آمریکایی، دیگر نیست؟ |
| آیت الله خمینی، هنوز سرمایه نظام؟                                       |                | | |
| تراجنسی چیست؟                                                           |                | | |
| علی مطهری کیست؟                                                         |                | | علی مطهری در دوران روزمرگی سیاست در ایران بسیاری از مرزبندی‌ها و خطوط قرمز جمهوری اسلامی را به چالش کشیده است. مطهری کیست؟ آیا ما شاهد ظهور مطهری‌های دیگری در سیاست ایران هستیم؟ |
| اصلاح دین                                                               |                | | |
| جنون چیست؟                                                              |                | نیلوفر میرحقانی روان‌پزشک فؤاد صابران روانکاو رضا کاظم‌زاده روان‌شناس | چیست آن چیزی که در افواه دیوانگی یا جنون خوانده می‌شود؟ آیا مرزی که با عبور از آن فرد وارد حیطه جنون می‌شود قابل تشخیص است؟ |
| سیاهکل چه نتایجی به جا گذاشت؟                                           |                | مریم سطوت، فرهاد فرجاد و فریدون احمدی، هر سه فعال سیاسی | برای کسانی که به تاریخ انقلابی ایران علاقه دارند بهمن ماه افزون بر انقلاب پنجاه و هفت یادآور واقعهٔ سیاهکل نیز هست. سیاهکل را جوانانی آفریدند که به کارآمدی اسلحه در مقابله با حکومت وقت باور پیدا کردند. |
| از زندگی فروغ، بیرون از شعرهایش، چه می‌دانیم؟ فروغ در یاد ابراهیم گلستان |                | ابراهیم گلستان | کم تر شاعری را می‌توان یافت که با جدیت فروغ فرخزاد در پی آن باشد تا نقشه روان پیچیده خودش را بدون سانسور و ملاحظه کاری در شعرش ترسیم کند. اما از زندگی فروغ، بیرون از شعرهایش، چه می‌دانیم؟ ابراهیم گلستان، کسی که در سال‌های آخر از همه به فروغ نزدیک تر بوده در این مورد به ما چه می‌تواند بگوید؟                                                                    |
| فساد اقتصادی و اداری                                                    |                | جمشید اسدی اقتصاددان، جاوید نادر فعال جامعهٔ مدنی افغانستان و علی حاجی قاسمی جامعه‌شناس                                                                                                   | در جوامعی چون ایران و افغانستان فساد در ساخت سیاسی ریشه دارد یا فراتر از آن، در جامعه و فرهنگ عمومی، باید در جستجوی ریشه‌هایش بود؟ نزدیک به انتخابات، شعار مبارزه با فساد طنین انداز می‌شود. مبارزهٔ مؤثر با فساد را از کجا باید شروع کرد؟ |
| انقلاب اکتبر                                                            |                | نیس ولکوف، استاد تاریخ- تورج اتابکی، تاریخ‌نگار- فاتح شیخ، تحلیل‌گر سیاسی | صد سال پس از انقلاب اکتبر، انقلابی که مهر خود را بر سده بیستم زد و به رشته‌ای از انقلاب‌های سوسیالیستی الهام داد، حالا در مورد آنچه می‌توان گفت؟ انقلاب اکتبر چه میراثی بجا گذاشت؟ |
| مدینه فاضله آیت‌الله خامنه‌ای                                             |                | | آیت الله خامنه‌ای در سال‌های اخیر در مورد ریزترین مسائل حکومتی و غیر حکومتی نظر می‌دهد. بر اساس آنچه رهبر جمهوری اسلامی می‌گوید می‌توان فهمید او چگونه ایرانی در سر دارد؟ |
| آیندهٔ روحانیت شیعه                                                      | ۱۴مرداد۹۶      | رامین پرهام، حسن شریعتمداری، ذکریا مشکورکابلی | |
| خداپرستان سوسیالیست                                                     |                | | |
| موانع دمکراسی در ایران                                                  |                | | |
| اروپا و اسلام هراسی                                                     |                | آزاده کیان، شهلا شفیق، سپیده حدادی، داریوش رجبیان | در فرانسه برقع ممنوع می‌شود. در سوئیس ساخت مناره مساجد ممنوع می‌شود. خانم وزیر در هلند دیدارش بار هبران مسلمانان را به دلیل امتناع آن‌ها از دست دادن با او لغو می‌کند. آیا اروپا دچار هراس از اسلام شده؟ |
| رمان ایرانی چطور می‌تواند جهانی شود؟ (بازپخش)                            |                | حسین نوش آذرمنتقد ادبی و عباس معروفی رمان‌نویس و ناشر و مخاطبان آن‌هادر پنل دوم مرجان دارابی کارمند و بهرام اسدیان دانشجو.                                                                | رمان ایرانی چطور می‌تواند جهانی شود؟ آیا ادبیات داستانی ایران می‌تواند راهی که سینمای آن طی کرد را در پیش بگیرد؟ |
| جایگاه محمد مصدق در تاریخ ایران                                         |                | داریوش بایندر مورخ و نویسنده و حمید ذوالنور فعال ملی و از قدیمی‌ترین اعضای حزب ایران و سمیه اغنیا کارشناس نرم‌افزار و علی رادفر دانش آموختهٔ تجارت                                         | محمد مصدق، معمار ملی کردن صنعت نفت ایران، کی بود و حاصلش برای ایران چه بود؟ |
| فارسی یا دری؟                                                           | ۴آذر۹۶         | نجیب الله فریور استاد دانشگاه، نقیب آروین نویسنده و سعید حقیقی روزنامه‌نگار | این پرسشی ست که هر از گاهی در افغانستان خبرساز می‌شود |
| شادی چیست؟                                                              |                | ناصر کاخساز پژوهشگر فلسفه سیاسی، مصطفی آزمایش پژوهشگر عرفان، فریبا ناطق روان‌شناس و بهادر بهرامی متخصص علوم اعصاب پایه                                                                   | |
| حافظهٔ تاریخی چیست؟                                                      |                | تورج اتابکی، استاد تاریخ و عضو پژوهشکده بین‌المللی تاریخ اجتماعی در آمستردام، فرزین وحد، استاد جامعه‌شناسی در کالج وسار در نیویورک و فریبا شیرازی، خبرنگار و حامد ترابی، کارشناس نرم‌افزار | |
| مهدویت                                                                  |                | | |
| از اعتراض‌های دی ۹۶ چه می‌آموزیم؟                                         |                | | آیا این تحلیل که طبقهٔ متوسط به این اعتراض‌ها ملحق نشد صحیح است و اگر چنین است دلایل آن را در چه باید جستجو کرد. آیا طبقهٔ کارگر به این اعتراض‌ها پیوست یا نه. و خواهیم پرسید آیا می‌توان شرایطی را و روزی را متصور شد که جریان‌های مختلف اعتراضی به هم بپیوندند؟ ولی آیا جمهوری اسلامی منابع قدرت و امکاناتی ندارد که بتواند با توسل به آن‌ها مانع تحقق چنین اتحادی شود؟ |
| علم ژنتیک مارا به کجا می‌برد؟                                            | ۱۴ بهمن ۹۶     | مازیار اشرفیان‌بناب، امین مقدم | |
| آیا ثروت حاصل دزدی ست؟                                                  |                | بردیا گرشاسبی پژوهشگر اقتصادی و فرهاد گوهردانی اقتصاددان | رابطهٔ ثروت با دزدی در نگاه مردم غالباً رابطه ای انکارناشدنی ست. «باید جایی دزدی کرده باشد»، بیان بی تعارف چنین ذهنیتی ست. این ذهنیت از کجا آمده؟ از زیست روزمرهٔ مردم؟ ولی این مشاهده تا چه حد تسری می‌یابد و نگاه مردم در مورد منشأ و راه‌های ثروت اندوزی را مخدوش می‌کند؟ این نگاه بیانگر چه تصوری از عدالت است؟                                                      |
| مناسبات ایران و غرب، گره اصلی کجاست؟ اسرائیل؟                           |                | حبیب حسینی فرد تحلیل‌گر سیاسی و داریوش محمدپور پژوهشگر علوم سیاسی | تا ایران مسئله تخاصم با اسراییل را از سر راه برندارد نمی‌تواند به بهبود روابط با غرب امید داشته باشد. گره اصلی نه رابطه ایران و آمریکا بلکه نحوه برخورد ایران با اسرائیل است. آیا با چنین حکمی موافقید؟ |
| اقتصاد ایران چگونه اقتصادی است؟                                         |                | مهرداد وهابی استاد اقتصاد پاریس و یاسمین میظر سردبیر نشریه کریتیک | |
| وضعیت کنونی بشر امیدوار کننده‌ست یا مایه دلسردی‌ست؟                       |                | | آیا بشریت در سراشیب تمدنی‌ست؟ آیا آنچه در سیاست و فرهنگ و اجتماع می‌بینیم از زوال تمدن بشری حکایت می‌کند؟ اگر چنین است، چاره را کجا باید یافت؟ |
| ایران، دولت قوی و جامعه ضعیف یا برعکس؟                                  |                | | مهدی نوربخش، تحلیلگر سیاسی، معتقد است که جامعهٔ ایران آنقدر ضعیف نیست که از هم بگسلد و هشدار نسبت به امکان سوریه‌ای شدن ایران بی‌مورد است اما علی حاجی قاسمی، جامعه‌شناس، اعتقاد دارد که گسل‌های خطرناک در ایران و نحیف بودن نهادهای سیاسی و مدنی چنین هشداری را جدی می‌کند.                                                                                             |
| رسانه‌های خارج کشور، نقدها                                               |                | | |
| روسیهٔ تحت رهبری پوتین به کدام سو می‌رود؟                                 |                | | |
| آیا همجنس‌گرایی در اسلام نهی شده است؟                                    | ۱اردیبهشت۹۷    | ذکریا مشکورکابلی، آرش نراقی | استدلال رایج اسلامی در نهی همجنس‌گرایی این است که همجنس‌گرایی طبیعی نیست و آنچه که طبیعی نیست اخلاقی نیز نیست. یکی از مهمان‌های برنامه می‌گوید از آموزه‌های اسلامی چنین چیزی استخراج نمی‌شود. نظر شما چیست؟ |
| امکان موفقیت اصلاحات در عربستان                                         |                | | عربستان سعودی شاهد موجی از اصلاحات اجتماعی و اقتصادی‌ست که از ارادهٔ محمد بن سلمان سرچشمه می‌گیرد. یکی از مهمان‌های برنامه می‌گوید این بهترین شانس عربستان برای تبدیل شدن به یک جامعهٔ مدرن با اقتصادی مستقل از نفت است. آیا چنین است؟ |
| سنت و تجدد در سال‌های منتهی به انقلاب ایران                              | ۲۹ اردیبهشت ۹۷ | محمد توکلی رامین پرهام | در ادامه دو بحث پیشین پرگار در مورد میراث رضاشاه و وضعیت کنونی جریان منتسب به نظام پادشاهی، در بحث این هفته پرگار می‌پرسیم سیاست‌های حکومت شاهنشاهی تا چه حد در شکل‌گیری فضای فرهنگی پیش از انقلاب ایران سهم داشت. رواج غرب ستیزی و ارتقاء بومی‌گرایی تا چه حد ناشی از سیاست‌های فرهنگی حکومتی بود که، به نحوی متناقض، خود به دولت‌های غربی تکیه کرده بود؟               |
| زرتشت کیست؟ شخصیتی تاریخی یا افسانه‌ای؟                                  | ۵خرداد۹۷       | علیرضا مناف‌زاده، شروین فریدنژاد | در مورد پیامبر زرتشتیان چه می‌دانیم؟ زرتشت کی و کجا به دنیا آمده؟ آیا آنچه گفته می‌شود از زرتشت بجا مانده می‌تواند به پرسش‌های فراوان در مورد زندگی و پیام او جواب دهد؟ |
| زبان فارسی چطور در ایران غلبه یافت؟                                     |                | | در ایران باستان و سده‌های میانه همزمان چند زبان در ساحت‌های متفاوت استفاده می‌شده، اما به فاصلهٔ کوتاهی این فارسی بود که جای زبان‌های دیگر را گرفت و غلبه یافت. چرا؟ |
| طاهره قره العین که بود و چه تأثیری بر جنبش بابی گذاشت؟                  | ۲۳تیر۹۷        | مینا یزدانی، جمشید تفرشی | در عمق دوران قاجاری، در خانوادهی یکی از علمای صاحب نام قزوین، در محیطی که جز خواندن قرآن در کسب دانش نمی‌شود پیش‌تر رفت و از سال‌های نوجوانی باید به خانهٔ شوهر عزیمت کرد، دختر جوانی را تصور کنید که به آیینی جلب می‌شود که خانواده و اطرافیانش مفسده‌انگیز می‌خوانند.                                                                                                   |
| تعارف چیست؟                                                             |                | رضا کاظم‌زاده، زیبا میرحسینی | تعارف چیست؟ مخفی نگه داشتن دنیای درون و حفظ ظاهر یا تمهیدی برای سهل و روان کردن مناسبات اجتماعی که سنت در آن نقشی بارز ایفا می‌کند؟ چرا در جوامعی چون افغانستان و ایران دست و پاگیر بودن تعارف حال بیشتر به چشم می‌آید؟ |
| نظریهٔ داروین با ایدهٔ آفرینش خدایی جمع شدنی‌ست؟                           | ۹تیر۹۷         | عرفان کسرایی، سروش دباغ | چارلز داروین بدون آنکه خود بخواهد اعتقاد دینی در مورد آفرینش انسان را از پایه به لرزه درآورد. آیا راهی هست که بتوان ایمان دینی در مورد آفرینش خدایی انسان را با نظریهٔ تکامل داروین سازگار کرد؟ |
| روان‌درمانگری چیست و چقدر مؤثر است؟                                      |                | شهرزاد پورعبدالله، علی معینی، مهدی نسرین | بعد از افشای آزار جنسی دانش آموزان توسط یک معلم در مدرسه ای در تهران، یکی از نظراتی که کم‌تر دیده شد این بود که در اجتماع سالم، این معلم در اولین مراحل آگاهی خود به چنین تمایلاتی، به یک روان درمانگر مراجعه می‌کند. |
| تاریخ بیت‌المقدس چیست؟                                                   |                | علم صالح استاد تاریخ خاورمیانه و اشکان صفایی | این شهر مایه بیشترین اختلاف در میان پیروان این ادیان بوده است. بیت‌المقدس چه تاریخی دارد و می‌توان از متون دینی برای خواندن تاریخ آن استفاده کرد؟ |
| چرا جریان براندازی جمهوری اسلامی ایجاد امید نکرده؟                      |                | مهدی مهدوی آزاد، رضا پیرزاده، عمار ملکی | |
| دلایل زوال و سقوط سلسهٔ صفویه چه بود؟                                    |                | عباس امانت و رودلف مته، تاریخ‌نگار | |
| آیا دوران روشنفکری بلندپرواز بسر آمده است؟                              |                | | |
| بومی‌گرایی چیست؟                                                         |                | مهرزاد بروجردی و حسین کمالی | با مرگ داریوش شایگان، بومی‌گرایی ایرانی یکی از شناخته شده‌ترین چهره‌های خود را از دست داد. قافله‌ای که با کسانی چون احمد کسروی و فخرالدین شادمان شروع شده بود در پیش از انقلاب ایران بسیار تأثیرگذار شد. با کتاب مشهور جلال آل احمد بومی‌گرایی و نقد غربزدگی دو روی یک سکه شدند.                                                                                        |
| قول وفاداری دائمی در ازدواج، نشدنی و غیراخلاقی؟                         | ۱۰شهریور۹۷     | ابراهیم سلطانی، لیلی نیکو نظر | آیا قول وفاداری دائمی در ازدواج در عصر حاضر، نشدنی و غیراخلاقی است؟ |
| مجاهدین خلق چه وزنی در سپهر سیاسی ایران دارند؟                          | ۲۴شهریور۹۷     | مجید رفیع زاده و ملیحه محمدی | سازمان مجاهدین خلق متشکل‌ترین گروه مخالف جمهوری اسلامی ست. این گروه تلاش می‌کند خود را آلترناتیو جدی نظام اسلامی ایران معرفی کند. آیا چنین توانی در این سازمان دیده می‌شود ومی‌توان چنین دورنمایی برای آن تصور کرد؟ |
| آیا تأثیر سیاست‌های ترامپ ماندگار خواهد بود؟                             |                | | |
| در مورد پیامبر اسلام، محمدبن عبدالله چه می‌دانیم؟                        | ۱۴مهر۹۷        | آرمین اشراقی استاد مطالعات ادیان ذکریا مشکورکابلی پژوهشگر مطالعات اسلامی | |
| آیا فلسفه پیشرفت می‌کند؟                                                 | ۲۱مهر۹۷        | اسفندیار طبری استاد فلسفه یاسر میردامادی پژوهشگر فلسفه و دین | |
| امیرکبیر که بود و چه کرد؟                                               | ۲۸مهر۹۷        | محمد امینی، ایرج اشراقی و سعید پیوندی | |
| دلایل ناکامی جوامع اسلامی، داخلی یا خارجی؟                              | ۱۲ آبان ۹۷     | عباس پویا استاد مطالعات اسلامی، عزیز عزیزی تحلیل‌گر سیاسی | |
| نژاد آریایی یعنی چه؟                                                    | ۱۹ آبان۹۷      | شاهرخ وفاداری مازیار اشرفیان‌بناب رضا ضیاءابراهیمی | |
| میزان اهمیت هخامنشیان در تاریخ ایران                                    |                | | |
| اینترنت و انسان معاصر                                                   | ۲ آذر ۹۷       | غلام خیابانی، عرفان ثابتی هومن مقراضی، طوبی زکیپور | |
| تروریسم چیست؟ عناصر آن کدامند؟                                          | ۱۰ آذر ۹۷      | ناهید بهمنی، سعید محمودی، نجاح محمدعلی | |
| فلسفهٔ امانوئل کانت                                                      | ۱۷ آذر ۹۷      | رضا مصیبی | |
| هند، کماکان مدل توسعه؟                                                  |                | | |
| سپاه، چهل سال بعد از انقلاب                                             |                | | |
| فوتبال، صرفاً یک لذت ناب؟                                                |                | | |
| اندیشه‌هایی در مورد انقلاب                                               |                | | |
| ریشه‌های افغانستان در تاریخ                                              |                | | |
| مناظره‌های انقلاب، دو مهمان، چهل سال بعد                                 |                | | |
| آمریکا در ونزوئلا در پی تغییر رژیم؟                                     |                | | |
| آیا حکومت شاه ایران قابل اصلاح بود؟                                     |                | | |
| سوگواری در مرگ نزدیکان چه کارکردی دارد؟                                 |                | | |
| رهبری خمینی در انقلاب ناگزیر بود؟                                       |                | | |
| جمهوری اسلام یو نسل دوم روحانیت حاکم                                    |                | | |
| جنگ روانی ایران و آمریکا                                                |                | | |
| خداناباوری و زمینه‌های گسترش آن                                          |                | | |
| مقایسه نظریه سیاسی سنی و شیعه                                           |                | | |
| آیا از خود بیزاریم؟                                                     |                | محسن نامجو | |
| امید اجتماعی در ایران                                                   |                | | |
| صد سال استقلال افغانستان چه ثمراتی داشته؟                               |                | | |
| سکس و میزان اهمیت آن                                                    |                | | |
| جنگ‌های ایران و روسیه                                                    |                | | |
| آینده از آن کدام است، چین یا آمریکا؟                                    |                | | |
| ایرانی‌های خراج خواهان فشار بیشتر بر ایران یا نه؟                        |                | | |
| ذات اسلام چیست؟ آیا می‌توان اوین و کهریزک را با بنیان اسلام مربوط دانست؟ |                | | |
| قاعده سه و نیم درصد معترض فعال و اهمیت آن                               |                | | |
| سایه سنگین انقلاب ایران                                                 |                | | |
| اخلاق زیست‌محیطی چه می‌گوید؟                                              |                | | |
| اعترافات اجباری                                                         |                | | |
| قوم و هویت قومی چیست؟                                                   |                | | |
| زندگی ارزشمند، جواب رواقیون                                             |                | | |
| نظریه گذار و شرایط ایران                                                | ۲۶ آبان ۹۸     | نصرت‌الله براتی، سعید برزین | |
| آمریکا، دخالت گرایی بهتر است یا انزواگرایی؟                             | ۲ آذر ۹۸       | رضا تقی‌زاده، شهران طبری، بهمن نیرومند | |
| تنها دین من بر حق است به چه می‌انجامد؟                                   | ۹ آذر ۹۸       | | |
| ناسیونالیسم و ایرانیت، ابزار مبارزه؟                                    | ۱۶ آذر ۹۸      | عطا هودشتیان، عباس جوادی، فری‌ناز آرین فر | |
| هنر تجسمی ایران                                                         | ۲۳ آذر ۹۸      | رز عیسی، سلمان متین فر | |
| پس از اعتراض‌های آبان، امیدواری بیشتر یا ترس بیشتر؟                      | ۷ دی ۹۸        | شهریار آهی، فربد طلایی | |
| آیا زن، زن به دنیا می‌آید؟                                               | ۱۴ دی ۹۸       | مازیار اشرفیان بناب، مژگان کاهن، شادی امین | |
| جنگ تمدن‌ها، توضیحی قانع کننده؟                                          | ۲۱ دی ۹۸       | | |
| از تشییع جنازه تا سقوط هواپیما، مردم یعنی چه؟                           | ۲۸ دی ۹۸       | فاتح شیخ، فرهاد گوهردانی، تورج اتابکی | |
| جابه جایی طبقاتی در ایران چهل سال پس از انقلاب                          | ۵ بهمن ۹۸      | مهرزاد بروجردی، رجبعلی مزروعی، آرش حسن‌نیا | |
| تحریم، این بار داخلی                                                    | ۱۲ بهمن ۹۸     | مجید آدین پویانما، فرجامی نویسنده طنز | |
| مدرسهٔ خصوصی، بله یا نه، یک انتخاب سیاسی                                 | ۱۹ بهمن ۹۸     | سعید پیوندی جامعه‌شناس، بردیا گرشاسبی پژوهشگر اقتصاد، حلیمه شریفات کارشناس آموزش | |